# Wálter Martínez (ur. 1991)
Wálter Joel „Colocho” Martínez Betanco (ur. 26 marca 1991 w Tegucigalpie) – honduraski piłkarz występujący na pozycji ofensywnego pomocnika, reprezentant Hondurasu, od 2017 roku zawodnik Motagui.